# ナタン・ミルシテイン
ナタン・ミロノヴィチ・ミルシテイン（Ната́н Миро́нович Мильште́йн 1904年1月13日、オデッサ - 1992年12月21日、ロンドン）は、ウクライナ出身のユダヤ系ヴァイオリニスト。英語読みではネイサン・ミルスタイン（Nathan Milstein）。

## 経歴
母親の奨めでヴァイオリンを学び始め、11歳のときレオポルト・アウアーの招きでペテルブルク音楽院に入学、アウアーのロシア時代の最後の弟子の一人となる。ロシア革命により1917年にアウアーがノルウェーに脱出してしまうと、キエフに戻り、ウラジミール・ホロヴィッツと知り合い、意気投合し、しばしば共演するようになり、1925年には西ヨーロッパでの演奏旅行も一緒に行なった。この頃にはウジェーヌ・イザイの門も叩いている。1929年にレオポルド・ストコフスキー指揮のフィラデルフィア管弦楽団によりアメリカ・デビュー。ついにニューヨークに居を構えるが、たびたびヨーロッパで演奏旅行にとり組んだ。1942年にアメリカ合衆国の市民権を取得。
しばしば20世紀の傑出したヴァイオリニストのひとりに数えられており、ロマン派の作品ばかりでなく、バッハの無伴奏ヴァイオリン作品の解釈で知られた。多くの協奏曲のために独自のカデンツァを作曲しただけでなく、ヴァイオリンのために多くの編曲を手掛けている（中でもショパンの夜想曲の編曲は有名）。オリジナル作品では、パガニーニの主題による無伴奏ヴァイオリン作品≪パガニーニアーナ≫が近年とりわけ注目を浴びつつある。1975年にはグラミー賞を受賞、1968年にはレジオン・ドヌール勲章を受章。89歳の誕生日を目前にイギリスで没した。

## 人物
傑出した超絶技巧の持ち主ではあったが、それを前面に押し出す演奏には消極的だった。むしろイザイを通じて身につけた、歌心と美音を尊重するフランコ・ベルギー楽派の優美な演奏スタイルが際立っている。そのためしばしばミルシテインは、「ヴァイオリンの貴公子」と称される。

## 外部サイト
- 経歴